# Юлдашева (деревня)
Юлдашева — деревня в Кунашакском районе Челябинской области. Входит в состав Урукульского сельского поселения.
Юлдашева основана предположительно в начале 19 века как выселок из одноименной деревни (ныне в составе Нязепетровского района).

## География
Расположена в северо-западной части района, в месте слияния рек Караболка и Темряс. Расстояние до районного центра, Кунашака, 27 км.

## Население
| 2002 | 2010 |
| ---- | ---- |
| 189  | ↘166 |

(в 1956 — 128, в 1959 — 194, в 1970 — 387, в 1983 — 240, в 1995 — 238)

## Улицы
- Лесная улица
- Прибрежная улица